# .sc
Pour les articles homonymes, voir SC.
.sc est le domaine de premier niveau national (country code top level domain : ccTLD) réservé aux Seychelles.